# Гјајата Нуова (Парма)
Гјајата Нуова је насеље у Италији у округу Парма, региону Емилија-Ромања.
Према процени из 2011. у насељу је живело 48 становника. Насеље се налази на надморској висини од 35 м.